# 脈経
脈経（みゃくきょう）は、中国医学古典の一つであり、晋代の王叔和による脈診書である。王叔和は、張仲景の医書（『張仲景方』）を『傷寒雑病論』として編纂したことでも有名である。
脈診については、『脈経』より古い医書にも記載があるが、脈診の専門書としては最も古い。日本の鍼灸における脈診といえば、『難経』を基礎とするといわれているが、これは誤りであり、むしろ基礎的には『脈経』の巻一の内容が詳しい。
また、中国の脈診は、『瀕湖脈学』を基礎と言われることがあるが、現在の「現代中医学」の脈診が、『瀕湖脈学』の内容と同一というわけではない。むしろ，中医学の脈診は古典的内容を包括しているようで，現代独自のものである．
日本における『脈経』の註解書といえば池田政一の『脈経』（全4冊）しかない。研究のためには、『脈経版本叢刊』（オリエント出版社、1994年）が必携である。現在、『脈経』研究における第一人者といえば、日本鍼灸史学会の中川俊之、中国医学協会の今中健二などが挙げられる。